# 屈匄
屈匄（？—前312年），一作屈丐，《战国策》作屈盖。战国时期楚国将领，于丹阳之战战败身亡。也有说法称他被俘后入秦国为相。

## 生平
甘茂劝说秦惠文王联合魏国攻打楚国时，屈匄曾作为主和使者出使秦国。
前313年，楚怀王派屈匄等三名大夫联合齐国夺取了秦国的曲沃（今河南省陕县西南），继而包围于中（今河南省西峡县东）。秦惠文王畏惧楚、齐联军，于是派张仪出使楚国，以割让之前被秦国夺走的楚国商于（今河南省淅川县西）之地六百里为诱饵，引诱楚怀王解除楚、齐联盟。楚怀王误中计，以为如此就可以：“吾复得吾商於之地。”不听陈轸的劝告，果然中计。楚怀王一面派使者与齐国解除盟约，一面派使者随张仪到秦国接收土地。
张仪回到秦国后假装从车上掉下来受伤，一连三个月没上朝，不见楚国使者。楚怀王以为这是与齐国断交不彻底的原因，于是派勇士宋遗到齐国辱骂齐宣王，齐宣王大怒转而与秦国缔结盟约。张仪见秦、齐两国结盟后才上朝面见楚国使者，告诉楚国使者并非割让商于之地六百里，而是自己的封地六里。楚国使者回国后将此事转告给楚怀王，楚怀王得知被骗后大怒，转而与齐国联合，一面命屈匄猛攻秦国的于中；一面任命柱国景翠为主将，包围秦国的盟国韩国的雍氏（今河南省禹县东北）。而齐国也趁机出兵，联合宋国包围了秦国的盟国魏国的煮枣（今山东省东明县南）。秦惠文王发兵三路，一路由庶长魏章率领救援商于，一路由甘茂率领攻占楚国的汉中，一路由庶长樗里疾率领联合韩、魏两国反击楚、齐。
前312年，樗里疾所率领的秦军与韩军在雍氏击败景翠的军队，继而与魏章的部队会合。秦、韩联军与楚军在丹阳（今河南省淅川县丹水和淅水交汇处一带）交战，楚军大败，被斩首八万，楚国大将军屈匄及裨将军逢侯丑等七十余名将领被俘，屈匄被俘后入秦为左丞相。秦军乘胜夺取楚国汉中之地六百里，设立汉中郡。秦军同时联合魏军在濮水击败了包围煮枣的齐军，俘虏了齐将聲子，齐将匡章败逃，秦、魏联军乘胜攻打了燕国。

## 文学形象
长篇历史小说《东周列国志》中，屈匄于第九十一回《学让国燕哙召兵 伪献地张仪欺楚》中登场。张仪欺楚后，楚怀王大怒，派屈匄为大将、逢侯丑为副将带兵十万由天柱山西北攻打秦国的蓝田（今陕西省蓝田县）。秦惠文王任命魏章为主将、甘茂为副将，派兵十万迎战楚军，齐湣王也派匡章率军助战，秦、齐联军大败楚军于丹阳。屈匄聚集残兵再战，被甘茂斩杀。此战楚军被斩首八万，逢侯丑等七十余名楚国将领战死。